# 下山静香
下山 静香（しもやま しずか）は、日本のクラシック音楽のピアニスト。

## 略歴
群馬県桐生市出身。
桐朋女子高等学校音楽科、桐朋学園大学音楽学部卒業。
1995年、津田ホールにてリサイタルデビュー。
1999年、文化庁派遣芸術家在外研修員としてスペインへ渡る。マドリード、バルセロナ(マーシャル音楽院)で研鑽
ロドリーゴ生誕100年を記念し、マドリード、アランフェス、バルセロナでリサイタルを行なったほか、カルメン・リナレスが歌い手として参加した《恋は魔術師》初版バージョン演奏会に参加。
2003年、帰国。
2004年、後援会グラシアが発足。会長は故・三木睦子、副会長は二代目西崎緑。
2015年、「下山静香とめぐるスペイン  音楽と美術の旅」ツアーシリーズがスタート(郵船トラベル主催)。
2017年、クラウドファンディングにより、スペインにおける演奏会ライブCD・DVDの収録・制作を実現。『レコード芸術』誌で、自身通算4枚目の特選盤に選出される
東京芸術大学（2013、2016年度）、東京大学（2013年度）、慶応義塾大学（2014年度）、上智大学（2015年度）、京都外国語大学（2010、2011、2012、2014、2015年度）にて、スペイン・ラテンアメリカ音楽のレクチャーコンサートや講座を行ったほか、朝日カルチャーセンター湘南教室でも不定期でレクチャーコンサート形式の講座を受け持っている。
桐朋学園音楽学部、東京大学教養学部にて非常勤講師を務める。
NPO法人JML音楽研究所でスペイン音楽ピアノ演奏講座を開講中(2012年〜)。
日本スペインピアノ音楽学会の立ち上げメンバー、2017年度より副会長。
室内楽・二重奏での活動も多く、弦楽器、管楽器、アコーディオン、バンドネオンなどと共演のほか、スペイン舞踊の岡田昌己、日本舞踊の尾上墨雪、朗読の村上信夫など他ジャンルとのコラボレーションも行っている。
スペイン、ラテンアメリカ、イギリスの音楽に関する共著、『週刊読書人』『図書新聞』『月刊 望星』での書評、情報誌『acueducto』での音楽エッセイシリーズなど、執筆分野でも活動。
谷口ジロー、花輪和一、辰巳ヨシヒロ、吾妻ひでおなどの日本漫画のスペイン語版を共訳(Ponen Mon社刊)。

## ディスコグラフィー
- 《アランフェス 〜スペインの香り〜 下山静香ピアノリサイタル》　(Virgo／Art Union 2002年)
- 《ファンダンゴ Shizuka plays イベリアン・バロック》　(Art Union 2004年)
- 《ペルラ 〜 マイ・フェイヴァリッツ・モーツァルト》　(molto fine 2007年)
- 《アルベニス名曲集》　(molto fine 2012年)
- 《モンポウ 前奏曲集 プーランク 夜想曲集》　(fontec 2012年)
- 《ショパニアーナ》　(fontec 2015年)
- 《サウダージ・エン・ピアノ》　(fontec 2016年)
- 《ロマンサ・デ・アモール》　(エスツウ／シルフィードレコーズ 2016年)
- 《ゴィエスカス》　(fontec 2017年)
- 《下山静香 ライブ in アルバラシン》　(molto fine 2017年)

## 著書
- 『裸足のピアニスト』　(ヤマハミュージックエンタテインメント 2017年)

## 共著・執筆参加
- 『日本・スペイン交流史』　(れんが書房新社 2010年)
- 『スペイン文化事典』　(丸善株式会社 2011年)
- 『イギリス検定』　(南雲堂フェニックス 2011年)
- 『ロンドンを旅する60章』　(明石書店 2012年)
- 『現代スペインを知るための60章』　(明石書店 2013年)
- 『マドリードとカスティーリャを知るための60章』(共編)　(明石書店 2014年)
- 『イギリス文化事典』(共編)　(丸善出版 2014年)
- 『スコットランドを知るための65章』(明石書店 2015年)
- 『スペイン文化読本』　(丸善 2016年)
- 『安吾と桐生』(安吾を語る会 2016年)[要出典]
- 『天才たちのつくった音楽の世界』　(タツミムック 2017年)

## 翻訳書
- 『サンティアゴ巡礼の歴史 伝説と奇蹟』]　(原書房 2012年)